# Identitet
Az Identitet (magyarul: Azonosság) egy dal, amely Albániát képviselte a 2013-as Eurovíziós Dalfesztiválon. A dalt az albán Adrian Lulgjuraj és Bledar Sejko adta elő albán nyelven Malmőben.
A dal a 2012. december 22-én rendezett albán nemzeti döntőben nyerte el az indulás jogát, ahol a zsűri szavazatai alakították ki a végeredményt. A dal 74 ponttal az első helyen végzett a 17 fős mezőnyben.
Az Eurovíziós Dalfesztiválon a dalt a május 16-án rendezett második elődöntőben adták elő, a fellépési sorrendben tizennegyedikként, a norvég Margaret Berger I Feed You My Love című dala után és a grúz Nodi és Sopho Waterfall című dala előtt. Az elődöntőben 31 ponttal a tizenötödik helyen végzett, így nem jutott tovább a döntőbe.

## Külső hivatkozások
- Dalszöveg
- Videóklip
- A dal előadása az albán nemzeti döntőben
- A dal előadása a 2013-as Eurovíziós Dalfesztivál második elődöntőjében